# Сарису-созакське повстання
Сарису-созакське повстання - народний рух проти політичних і економічних заходів Радянської влади в Сарисуському районі Жамбилської області і Созакському районі Південно-Казахстанської області в період від 1928 до 1930 року.

## Передумови повстання
Сир-Дар'їнський округ відрізнявся від інших районів КАССР великою питомою вагою поливного господарства і був єдиним бавовницьким округом. Ще до встановлення Радянської влади серед населення виникали конфлікти на ґрунті земле- і водокористування. Крім того, Сир-Дар'ївський округ за національною ознакою був досить багатонаціональним. Тут проживали казахи, узбеки, переселенці — росіяни і українці, а також інші нації. Казахи і узбеки становили до 80% населення округу. Тому до конфліктів по переділу сіножатей та водокористування додавалися міжнаціональні конфлікти. Відповідно в даному окрузі була напружена суспільна ситуація.
В Сир-Дар'їнській окрузі, як і в цілому у Казахстані був сильний вплив на місцеве населення колишніх баїв, духовенства і старшин родів з міцними родовими зв'язками. Саме вони виступили ініціаторами виступу проти влади. Історик Талас Омарбеков безпосередньо вказує на зв'язок належності до певного казахському роду і організації збройного виступу в Казахстані. Так він пише, що Созаксько-Сарисуйське повстання (в Сарисуйському районі і суміжних з ним аулах Сузакського району проживали казахи родуАлшина) підняли представники роду Тама й інших родів Молодшого жуза. Омарбеков вказує на приналежність Султанбека Шулакова (Шолакули) до роду Тама і що повстання було схвалено аксакалами роду . Ці дані зафіксовані у повідомленні начальника політичного секретаріату військового комісаріату КазАССР Л. І. Ідельсона .
У донесенні Л. Ідельсона вказується, що підготовка до повстання йшла 2 місяці. Поширювалися чутки про ліквідацію індивідуальних господарств, про перехід всього усуспільненого в колгоспах майна у власність держави, про введення великих штрафів за саум, про початок повсюдного повстання, про взяття повстанцями міст Чимкента, Ташкента, Туркестану тощо. Крім того, донесення вказує на пряме втручання зовнішніх сил. Так, одного з організаторів повстання Асадуллу Ібрагіма, запідозрено в роботі на британську розвідку .
Невдоволення Радянською владою виникло ще з осені 1928 року, коли було конфісковано майно у групи відомих в Сарисуському районі осіб. У 1928-29 роках працівники ОДПУ арештували Дінмухамеда Аділова, Агабека Байдуллаєва, Аскара Абубакірова, Жолдасбая і Абуалі Аділових, Нурлана Карібаєва, Акпара Ібраєва, Мухамедія Аргинбаєва та інших (всього 16 осіб). Їм були пред'явлені звинувачення у вбивстві представника окупаційної влади і вчиненні опору діям радянської влади. Вони були ув'язнені спочатку в Кизилорді, Алмати, потім в Бутирській в'язниці (Москва), де за рішенням «трійки» були засуджені. Байсеїт Аділов — до розстрілу .
Після Постанови ЦК ВКП(б) від 5 січня 1930 року «Про темпи колективізації і заходи допомоги держави колгоспному будівництву» та таємної Постанови політбюро ЦК ВКП(б) від 30 січня 1930 рік «Про заходи щодо ліквідації куркульських господарств у районах суцільної колективізації», місцеві комітети, кинулися завзято виконувати спущені зверху директиви. Так, на пленумі Созакського райкому ВКП(б), було вирішено оголосити район - «районом суцільної колективізації», прийнято рішення про залучення в колгоспи 85% населення до 25 лютого і 100% до кінця року. Для ліквідації байства було вирішено давати нездійсненні подвірні плани хлопкозаготівок (250 пудів бавовни на 1-1,5 га) і конфіскацію майна за невиконання плану ref name="Докладная Идельсона"/>. Тим часом конфіскація майна великих баїв переросла у конфіскацію майна і худоби середняків. Кожна сім'я відчула тягар податків. Все це погіршило становище населення .
Існує версія про причетність до повстань проти окупаційної влади керівників і інтелігенції Казахстану. Кінорежисер Єркін Ракишев в ході зйомок своїх документальних фільмів вивчав в архівах ФСБ РФ і КНБ РК документи кримінальних справ Т. Риськулова, С. Кожанова, У. Кулимбетова, Т. Жургенова, Ш. Шонанової. На підставі своїх досліджень висуває версію, що в Казахстані дійсно існувала казахська націоналістична організація, що була організатором повстань у 1929-1931 роки. Ракишев стверджує, що відповідальними за Іргізське повстання був Кулимбетов У., за Каракумське - Жургенов Т., за Созакське - Сейфуллін С. тощо.

## Розвиток подій, хронологія
Повстання почалося в селі Сузак вранці 7 лютого 1930 року. Кінна група в 300-400 осіб (рід Тама) з місцевості Чу-Конгур почала збирати місцеве населення. Повсталі мали білі прапори, пов'язки на руках і шапках із висловом з Корану. Під гаслами боротьби проти Радянської влади, «боротьби за ханство», «священної боротьби за релігію» почалося захоплення будівель органів влади та була роззброєна місцева міліція. Під час захоплення були убиті працівники керівного складу району та активісти (відповідальний секретар райкому ВКП (б) Юнусбеков, голова районного виконавчого комітету (РВК'а) Кенглібаєв (Коплибаєв  ), народні судді - Темірбаєв, Чілябиєв (Челібеєв А. ) та інші) , близько 20 осіб було заарештовано . Були розграбовані заготівельний пункт та інші інституції влади .
У Сузаці та в 10, 11 і 13-м аулах району доросле чоловіче населення майже повністю приєдналося до повсталих. Необхідно відзначити факт участі в повстанні комуністів і комсомольців (партійний осередок Сузака, крім убитих керівників, долучився в кількості 40 осіб і такої ж кількості комсомольців). Крім того частина заарештованих комуністів була взята баями на поруки .
Очолив повстання син колишнього волосного Султанбек Шулаков (Шолакули). Він був обраний повсталими як хан (згідно традиції Центральноазійського повстання 1916 року). Обрані були також помічники хана: візири Алі Асадулла і Мірза-Ахмет Баскієва . Активні учасники виступу - Бейсенбаєв (начальник відділення міліції, розстріляний) , Достманбаєв Ж., Ахмедов М., Атамишев Д., Ундабаєва А., Тиншбаєв М., Джемолтдінов Х., колишній міліціонер Кужак, Атінбаєв Д., Жолшієв К., Шалимбетов С., Дюганов А., Оразбаев О. і Аюбеков Т. .
Повсталі були слабо озброєні, мали невелику кількість вогнепальної зброї: гвинтівки різних зразків і мисливські рушниці. Основна зброя - холодна: піки, сокири й коси .
Зайнявши Сузак, повсталі намагалася поширити свій вплив на сусідні райони округу - Туркестанський, Чаяновской і Яни-Курганський. Незабаром було зайняте село Чулак-Курган (75 км на південний схід від Сузака) і був узятий під контроль весь район Сузака, Сундукський перевал, ущелина Ташсарай. У Сарисуйському районі центром підготовки повстання був аул №1 . Із нього повстанці виступили задля захоплення центру Сарисуського району - Кент-Арала.
8 лютого 1930 року, після отримання відомостей про захоплення повстанцями Сузака, вбивства місцевих керівних працівників та рух загону повстанців в бік райцентру Кент-Аралу, Сарисуйський райком ВКП(б) і райвиконком прийняли рішення про евакуацію активу району. У залишеному на два дні райцентрі сталися пограбування і підпали кооперативних і державних установ. В аулі № 5 Джуманом (комсомолець, колишній червоноармієць), організовано загін з наймитів і бідняків (в кількості понад 300 осіб), що мав намір наступати на аул № 1, щоб врятувати районний центр, не знаючи про евакуацію районних організацій . Для придушення повстання в Сарисуському районі, ОДПУ направили в Сарисуський і Таласький райони по два загони. Сарисуський загін був розгромлений вже при першому зіткненні, керівники заарештовані .
У перші дні на придушення повстання були спрямовані нерегулярні військові формування - так звані комзагони з Туркестану, Кизил-Орди і Шимкента. 11 лютого 1930 року Туркестанської комзагін (з 8 європейців і 7 казахів), посланий для розвідки був захоплений, європейці були зарубані (один поранений).
12 лютого 1930 року Чимкентський комзагін під командуванням Ісаєва (командир роти запасу) мав бойове зіткнення з загоном повсталих (близько 400 вершників), втративши убитими і пораненими 14 осіб, відступив до села Кагошік (Куашик), де з'єднався з Кзил-Ординським загоном під керівництвом окрвоєнкома Полякова. Повсталі при відступі загону Ісаєва захопили боєприпаси (понад 2000 бойових патронів і використовували їх для постачання кращих стрільців). Об'єднаний загін також не зміг розгромити загін повсталих і протягом трьох діб до приходу військових частин відстрілювався, закріпившись у групі землянок . Чисельність зведеного загону склала 86 осіб, 1 кулемет.
Другий Чимкентский комзагін під командуванням замначокрвідділу ОДПУ Нікітенка, зіткнувшись з повстанцями у Чулак-Кургані, без бою обійшов його, рушив на Сузак, і 12 лютого зайняв його, відтіснивши в бою загін повстанців (близько 400 осіб) в напрямку Сузакського перевалу. З повстанцями пішло близько 2000 вершників (жителів с. Сузака і аулів) .
15 лютого 1930 повстанці зняли облогу з с. Куашик, і почали відходити до с. Сузак. Ними був вибитий з Сузака загін Нікітенка, який відступив до с. Чулак-Курган .
14 лютого 1930 року в аулі Карнак (в 20 км від м. Туркестан) було організовано виступ населення аулу (до 1 тис. осіб, з них 40 мали зброю ), в результаті був убитий секретар партосередку і розграбовані насіннєві фонди. Комзагін (з 20 осіб) з Туркестану наступного дня легко відновив контроль над аулом, оскільки повстанці не мали ні сили, ні організованості .
14 лютого 1930 року до Туркестану прибули регулярні військові підрозділи: з Ташкента - ескадрон Середньо-Азійської ленінської школи (140 шабель , гірська батарея під командою Малишева і з Алма-Ати - ескадрон Окремого казахського національного кавалерійського дивізіону. Командиром зведеного загону був призначений Малишев .
16 лютого 1930 року зведений загін Малишева досяг с. Созак і після обстрілу села з гармат і кулеметів увійшов до нього. В результаті тривалого бою були ліквідовані загони повсталих. У бойовому зіткненні за с. Созак загинуло понад 400 повстанців, близько 200 осіб було заарештовано. Тільки невеликим групам повстанців вдалося сховатися в очеретяних заростях пониззя річки Чу. У повстанців було вилучено близько 70 гвинтівок, 50 сокир, вил, шабель і іншої зброї. Султанбек-хан і його помічники в бою за Сузак були вбиті, вцілілі лідери виступу переважно були вбиті або розстріляні одразу ж після взяття Сузака . Втрат з боку зведеного загону Малишева не було (крім двох поранених).

## Підсумки повстання
Загін Середньо-Азійської ленінської школи повернувся до Ташкента, а ескадрон Казнацкавдивізіону і частина комзагонів були залишені до 9-10 березня 1930 року з метою убезпечення органів окупаційної влади та виявлення і знищення залишків повстанців. За Опердонесенням № 9 СОУ ОДПУ «про ліквідацію контрреволюційних куркульсько-білогвардійських і бандитських елементів» за період з 20 по 30 березня 1930 р на 1 квітня 1930 р. заарештовано 164 особи .
Повністю ліквідувати активних учасників вдалося тільки 1931 року, а переслідування учасників повстання тривали до 1938 року.
Загальні втрати вбитими з боку комзагонів - 13 осіб і 20 партпрацівників, убитих повстанцями під час захоплення Сузака та інших селищ .
Після придушення повстання почався голод. Через деякий час жителі Кент-Аарала залишили аул, а центр був перенесений до Саудакента. Після офіційного оголошення про придушення Сарису-созакського повстання сотні невинних людей за звинуваченням в участі в ньому були засуджені за рішенням «трійки» ОГПУ на тривалі терміни тюремного ув'язнення або заслані на поселення .

Точна кількість убитих повстанців невідома, крім того були і чималі жертви серед мирного населення : 
 «Беззбройні селяни, які виражали протест свавіллю і безчинству часто ставали жертвами військових загонів. Так під час придушення повстання в Сузакському районі вбито 194 осіб, більшість яких до повстанців відношення не мали. Таких прикладів можна навести безліч.» 
 У березні 1930 року перший секретар Казахського крайового комітету ВКП (б) Голощокін в своєму таємному листі Сталіну повідомив, що невдоволення в Сарисуському і Созакському районах в Сирдар'їнський окрузі переросло у велике збройне повстання .
У розсекречених документах, що зберігаються в Архіві ФСБ РФ (ЦА ФСБ РФ. Ф2 оп.8 д.329, л. 198-212) в доповідній записці Особливого відділу ОДПУ про проведення вилучення та виселення куркулів від 17 листопада 1930 року зазначено число учасників повстань: Созакського (Кзил-Ординський округ) — 2000 осіб, ІІргизському (Кустанайський та Актюбинский округи) — 2500 осіб, Кизил-Ординського (під керівництвом Джумагазі) — 4500 осіб .